# Philip Saffman
Philip Geoffrey Saffman (né à Leeds le 19 mars 1931 et décédé à Los Angeles le 17 août 2008) est un physicien anglais spécialiste de la mécanique des fluides.

## Biographie
Après des études secondaires au Roundhay Grammar School et au Trinity College (Cambridge), il reçoit un Bachelor of Arts en 1953 et un PhD en 1956 sous la direction de George Batchelor.
Saffman commence sa carrière universitaire comme lecteur à l'Université de Cambridge puis au King's College de Londres. En 1964, il rejoint le California Institute of Technology où il est nommé à la chaire Theodore von Kármán en 1995.
Il est connu pour ses travaux avec Geoffrey Taylor pour l'instabilité de Saffman–Taylor conduisant au phénomène de digitation visqueuse. Ses travaux avec Max Delbrück ont conduit au modèle de Saffman–Delbrück pour la diffusion des protéines dans les membranes. En mécanique des fluides, il a réalisé de nombreux travaux sur les tourbillons et la turbulence, ainsi que dans le domaine des fluides non newtoniens,.

## Récompenses
- Compagnon de l'Académie américaine des arts et des sciences en 1978.
- Compagnon de la Royal Society en 1986[6].
- Prix Otto Laporte de la Société américaine de physique en 1994[7].